# Abid Briki
Abid Briki, né le 20 juin 1957 à Zarzis, est un syndicaliste et homme politique tunisien.

## Biographie

### Carrière syndicaliste
Il entame sa carrière syndicale très tôt et gravit rapidement les échelons, passant du syndicat de base de l'enseignement secondaire au syndicat national puis à la centrale syndicale. Abid Briki a été porte-parole et secrétaire général adjoint de l'Union générale tunisienne du travail. Il a également été chargé de mission et conseiller à l'Organisation arabe du travail.
Briki a été membre de la Haute instance pour la réalisation des objectifs de la révolution, de la réforme politique et de la transition démocratique, institution créée le 15 mars 2011 après la révolution tunisienne.

### Carrière politique
Il est considéré comme l'un des fondateurs du Mouvement des patriotes démocrates avec Mohamed Hedfi, Chokri Belaïd, Sofiane Ben Farhat et d'autres militants de l'université. Cependant, lors de la légalisation du parti en 2011, il préfère se consacrer au syndicalisme. Il préside, néanmoins, le congrès unificateur du parti (Mouvement des patriotes démocrates, Parti du travail patriotique et démocratique et indépendants) tenu en 2012.
Le 27 août 2016, il est nommé ministre de la Fonction publique et de la Gouvernance dans le gouvernement de Youssef Chahed. Le 25 février 2017, dans le cadre d’un remaniement ministériel partiel, Chahed demet Briki de ses fonctions. Dès lors, il affirme qu'il a eu connaissance de plusieurs dossiers de corruption qui aurait été passés sous silence. Khalil Ghariani est désigné pour le remplacer, mais celui-ci décline le poste.
En octobre 2017, lors d'une conférence de presse, il appelle à l'union de la gauche tunisienne.
Élu secrétaire général du mouvement Tunisie en avant le 24 mars 2019, il en est le candidat à l'élection présidentielle suivante.